# Wang Nuea (huyện)
Wang Nuea (tiếng Thái: วังเหนือ) là huyện (amphoe) cực bắc của tỉnh Lampang, miền bắc Thái Lan.

## Địa lý
Các huyện giáp ranh (từ phía đông theo chiều kim đồng hồ): Mae Chai và Mueang Phayao của tỉnh Phayao, Ngao, Chae Hom và Mueang Pan của tỉnh Lampang, Wiang Pa Pao và Phan của tỉnh Chiang Rai.

## Lịch sử
Tiểu huyện (king amphoe) Wang Nuea đã được thành lập vào ngày 15 tháng 5 năm 1938 thuộc huyện Chae Hom. Đã được nâng thành huyện năm 1957.

## Hành chính
Huyện này được chia ra thành 8 phó huyện (tambon), các đơn vị này lại được chia thành 77 làng (muban). Wang Nuea và Ban Mai là hai thị trấn (thesaban tambon), cả đều hai nằm trên một phần của tambon Wang Nuea. Có 8 Tổ chức hành chính tambon.
| STT. | Tên           | Tên Thái | Số làng | Dân số |  |
| ---- | ------------- | -------- | ------- | ------ |  |
| 1.   | Thung Hua     | ทุ่งฮั้ว     | 12      | 5.823  |  |
| 2.   | Wang Nuea     | วังเหนือ   | 9       | 7.310  |  |
| 3.   | Wang Tai      | วังใต้     | 7       | 3.507  |  |
| 4.   | Rong Kho      | ร่องเคาะ  | 16      | 10.418 |  |
| 5.   | Wang Thong    | วังทอง    | 8       | 5.325  |  |
| 6.   | Wang Sai      | วังซ้าย    | 10      | 5.108  |  |
| 7.   | Wang Kaeo     | วังแก้ว    | 7       | 3.550  |  |
| 8.   | Wang Sai Kham | วังทรายคำ | 8       | 4.318  |  |